# KÖStV Rudolfina Wien
Die Katholische Österreichische Studentenverbindung Rudolfina ist eine katholische, nichtschlagende, farbentragende Studentenverbindung mit Sitz in Wien. Rudolfina ist Mitglied im österreichischen Cartellverband (ÖCV).

## Geschichte

### Gründungszeit
Am 13. Juni 1898 wurde die Rudolfina in Wien als Tochter der katholischen Studentenverbindung Austria Wien gegründet. Als Namenspatron diente Herzog Rudolf IV. „der Stifter“, der 1365 die Universität in Wien – die Alma Mater Rudolphina – hatte errichten lassen.
Als Burschenfarben wurden Gold-Weiß-Rot, eine Vereinigung der päpstlichen und der österreichischen Farben, als Fuchsenfarben Rot-Weiß-Rot, die Farben der Babenberger, gewählt. Die Mützen waren in moosgrünem Samt gehalten. Angesichts der damaligen Auseinandersetzungen zwischen deutschnationalen und katholischen Verbindungen um die akademische Gleichberechtigung wählten die Gründer „Nec aspera terrent!“ („Widrigkeiten schrecken nicht“) als Wahlspruch.
Das Wappen der Verbindung, entworfen 1901 von Johann Kirchberger, dem Schlosskaplan von Schönbrunn, künstlerisch ausgeführt von Patriz Meidler, hat die Form eines gotischen Schildes, der aus vier Feldern besteht. Das linke obere Feld enthält ein silbernes Kreuz auf rotem Grund als Symbol des Glaubens, das rechte obere Feld das Bild Rudolf des Stifters auf blauem Grund als Zeichen der Vaterlandsliebe, das untere linke blaue Feld eine Hand mit einem geöffneten Buch als Symbol der Wissenschaft und das untere rechte Feld einen von blühenden Rosen umkränzten Pokal auf grünem Grund als Zeichen des Lebensbundes. Ein aufgelegter Mittelschild zeigt die Verbindungsfarben und den Zirkel.
Ebenfalls 1901 wurde die Fahne der Verbindung fertiggestellt. Diese zeigt auf der Vorderseite die Farben der Verbindung und im kreisrunden Mittelschild das Verbindungswappen sowie die Worte „Rudolfina sei’s Panier“ und den Wahlspruch „Nec aspera terrent“. Die Rückseite trägt das Bild von Leopold III. (Landespatron von Österreich sowie Wien). Der Weiheakt erfolgte in der Karlskirche. Die Tochter des Kaisers, Erzherzogin Marie-Valerie, hatte die Fahnenpatenschaft übernommen.

### Die Zeit der 2 Weltkriege
1915 war fast die ganze Aktivitas im Krieg, weswegen das aktive Verbindungsleben aufhörte. Die Alten Herren organisierten Theologenkneipen und Altherrenabende, welche von den Aktiven besucht wurden, wenn sie auf Fronturlaub waren. Im Krieg fielen acht Rudolfinen. Zu ihrem Gedenken wurde im Jahr 1932 im BC-Zimmer eine Gedenktafel („Rudolfinas Tote 1914-1918“) angebracht, die allerdings 1938 zerstört wurde.
Das 25. Stiftungsfest wurde 1923 gefeiert, bei dem der Verbindung am Eröffnungsabend ein gesticktes Wappen überreicht wurde. Am Höhepunkt des Festes am 13. Mai 1923 war der Stiftungsfestkommers, wo viele Vertreter des öffentlichen Lebens – wie Bundeskanzler Ignaz Seipel und 3 weitere Minister – teilnahmen. Auch ein päpstliches Telegramm wurden verlesen.
Auch in der Zwischenkriegszeit gehörte Rudolfina zu den großen Verbindungen; so bestand die Aktivitas 1928/29 aus 100 Aktiven und wuchs bis 1932/33 gar auf 130 Aktive.
Aus dem Rudolfina-Kränzchen entstand in der Zeit nach dem 1. Weltkrieg die Rudofina-Redoute, welche seit 1923 stattfindet. Bis 1925 fanden die Redouten im Saal des Militärkasinos am Schwarzenbergplatz statt, ab 1927 in allen Sälen der Hofburg. In 1936 nahmen zum Beispiel 1.200 Personen teil. Die letzte Redoute vor dem 2. Weltkrieg fand in 1938 im Erzherzog-Eugen-Palais statt.
In 1938 wurde der ÖCV, seine Verbindungen und die CVer rasch und unbarmherzig verfolgt. Die Rudolfina selbst wurde behördlich aufgelöst. Wichtige Gegenstände, wie Kartothek, Akten, Kasse, Wichsen und die Fahne, wurden versteckt. Die Machthaber beschlagnahmten die Bude. Daher erhielt Rudolfina als Opfer des Nationalsozialismus eine Entschädigung.
Aufgrund des Ausbruchs des Zweiten Weltkrieges mussten immer mehr Rudolfinen zur Wehrmacht einrückten, wodurch die letzten Reste des Verbindungslebens ein Ende fand.

### Heute
Das 100. Stiftungsfest wurde vom 13. bis 16. Juni 1998 in der Hofburg gefeiert. Die Festrede wurde von Andreas Unterberger, welcher der Chefredakteur der Presse war.

## Zweiter ÖCV und Cartellverband
Während drei der ältesten katholisch-österreichischen Studentenverbindungen, Austria Innsbruck (1864), Norica Wien (1883) und Carolina Graz (1888) im deutschen Cartellverband organisiert waren, versuchte Austria Wien (1876) in einer „österreichischen Lösung“, die katholischen Verbindungen auf dem Gebiet der damaligen Donaumonarchie zu vereinen. Austria Innsbruck, Norica und Carolina waren dafür aber nicht zu gewinnen, da sie im CV bleiben wollten.
Analog zur Gründung des deutschen CV ging Austria Wien von 1900 bis 1906 mit Tirolia Innsbruck und Austrias drei Tochterverbindungen (Rudolfina Wien, Nordgau Wien und Kürnberg Wien) ein ähnliches Abkommen ein und begründete damit einen kurzlebigen, Österreichischer Cartellverband genannten Verband (2. ÖCV 1900–1906, siehe Vorläufer des Österreichischen Cartellverbandes).
Im Jahre 1906 wurde Rudolfina in den Cartellverband der katholischen deutschen Studentenverbindungen aufgenommen, der zweite ÖCV löste sich auf.
1933 beteiligte sich Rudolfina dann zusammen mit allen anderen österreichischen Verbindungen des Cartellverbands an der so genannten „Abschaltung“ des vom Gleichschaltungsdruck bedrohten CV und wurde Mitglied im dritten ÖCV, dem bis heute bestehenden Österreichischen Cartellverband.
Das Bundeslied des heutigen Österreichischen Cartellverbandes, Auf des Glaubens Felsengrunde, wurde von Peter Diem, einem Mitglied der Rudolfina, geschrieben.

## Rudolfina-Redoute
Die Rudolfina-Redoute ist nach Angaben der Veranstalter die älteste und traditionsreichste couleurstudentische Ballveranstaltung. Sie findet jedes Jahr am Faschingmontag statt und gilt als einer der großen gesellschaftlichen Höhepunkte der katholischen Szene.

## Bekannte Mitglieder (Auswahl)
- Carl Vaugoin (1873–1949), österreichischer Landesbeamter und christlichsozialer Politiker[16][17]
- Sylvester Leer (1880–1957), österreichischer Politiker, Landeshauptmann von Kärnten 1934
- Oswald Menghin (1888–1973), österreichischer Prähistoriker, Universitätsprofessor und Unterrichtsminister unter Arthur Seyß-Inquart (als NS-Kollaborateur 1938 unehrenhaft ausgeschlossen)
- Theodor Veiter (1907–1994), deutsch-österreichischer Völkerrechtler, Vertreter des deutschnationalen Flügels im CV, vor 1945 ausgeschlossen
- Josef Klaus (1910–2001), österreichischer Politiker, Finanzminister von 1961 bis 1963, Bundeskanzler von 1964 bis 1970
- Leopold Guggenberger (1918–2017), Politiker und ehemaliger Bürgermeister der Landeshauptstadt Klagenfurt
- Wilfried Daim (1923–2016), österreichischer Psychologe und Psychotherapeut, Schriftsteller und Kunstsammler
- Herbert Kohlmaier (* 1934), österreichischer Politiker
- Herbert Schambeck (1934–2023), Rechtswissenschaftler, Bundesratspräsident 1988, 1992 und 1997
- Heinrich Neisser (* 1936), österreichischer Jurist und Politiker, Nationalratspräsident im österreichischen Parlament von 1994 bis 1999
- Arthur Mettinger (* 1956), österreichischer Sprachwissenschaftler, ehem. Vizerektor der Universität Wien (1999–2011)
- Florian Tursky (* 1988), österreichischer Politiker, Staatssekretär für Digitalisierung und Breitband in der Bundesregierung Nehammer
- Leopold Schneider (1929–2015), Jurist, Ökonomierat, Kammeramtsdirektor der Landes-Landwirtschaftskammer von 1974 bis 1991[18]

Ehrenmitglieder
- Heinrich Abel (1843–1926), Ordenspriester (SJ), „Männerapostel Wiens“
- Engelbert Dollfuß (1892–1934), österreichischer Politiker, Bundeskanzler von 1932 bis 1934, Begründer des austrofaschistischen Ständestaats
- Franz Kardinal König (1905–2004), Erzbischof von Wien von 1956 bis 1985
- Wolfgang Sobotka (* 1956), Präsident des österreichischen Nationalrates seit 2017